# Auria niveipalpis
Auria niveipalpis är en tvåvingeart som först beskrevs av Stein 1904.  Auria niveipalpis ingår i släktet Auria och familjen husflugor. Inga underarter finns listade i Catalogue of Life.